# Андриенко, Владислав Петрович
Владислав Петрович Андриенко (20.03.1939, с. Уплатное Близнюковского района Харьковской области, УССР, СССР) — украинский археолог, скифолог. Кандидат исторических наук.

## Биография
Владислав Андриенко родился в 1939 году в селе Уплатное Харьковской области. В 1950 году семья была выслана в Коми АССР в связи с тем, что в годы Второй мировой войны Петр Андриенко находился в немецком плену, поэтому Владислав находился под опекой бабушки в с. Новая Мечебиловка Лозовского району Харьковской области и тётки в посёлке Банное.
В 1956 году после неудачной попытки поступления в Украинский библиотечный институт (Харьков) уехал к отцу в Коми АССР, где год проработал на строительной площадке Интауголь.
С 1957 по 1962 годы учился в Харьковском государственном университете на историческом факультете. По окончании работал там же, с 1964 по 1970 был заведующим археологического музея университета, одновременно учась в аспирантуре.
В 1975 году защитил кандидатскую диссертацию по теме «Земледельческие культуры племён лесостепной Скифии VII—V до н. э.»
С 1973 года — работает на кафедре общей истории Донецкого государственного университета. С 1974 по 1975 — зам. декана исторического факультета. С 1978 года — доцент кафедры археологии и истории древнего мира и средних веков, с 1991 по 1996 год — заведующий этой же кафедры.

## Научная деятельность
Владислав Андриенко принимал участие во многих археологических экспедициях, в том числе группы курганов возле майдана «Скоробор» (1965), на ХІХ зольнике Западного Бельского городища (1967), поселения скифских времён Олефирщина (1974), поселения Пожарная Балка на р. Ворскла (с 1975 по 1992), курганов в районе Угледара (1993).
В 1967-68 годах Андриенко совместно с В. К. Михеевым и В. З. Фрадкиным открыл скифское поселение Мысовое-2, поселение бронзового века в урочище Дровосеки возле села Западня, два скифских поселения в районе села Великая Гомольша. В 1972 году Андриенко совместно с А. К. Дегтярем открыл поселения черняховской культуры Войтенки 1 и Войтенки 2.
Благодаря исследованию майданов, проведённых Андриенко в рамках Скифо-славянской археологической экспедиции, удалось выяснить, что они являются не древними культовыми сооружениями, а остатками деятельности селитроваров XVI—XVIII веков.
Владислав Андриенко — автор 47 печатных работ, в том числе:
- Майдани і майданові споруди України // Вісник Харківського ун-ту. — № 62. — Історія. — Вип.5. — Харків, 1971
- Основні культові обряди та споруди у племен Лісостепової Скіфії (VII—V ст. до н.е.)// Вісник Харківського ун-ту. — № 104. — Історія. — Вип.8. — Харків, 1977
- О «священном треугольнике» в скифском искусстве // Проблеми скифо-сибирского культурного единства. — Кемерово, 1984
- К вопросу о структурном анализе древних вещей // Проблемы охраны и исследования памятников археологии в Донбассе. — Донецк, 1986
- Комплекс начала скифского времени на поселений Пожарная Балка // Донецкий археологический сборник. — Донецк, 1992. — Вып.1
- Про архаїчні зображення лотоса в Лісостеповій Скіфії// Історія релігій в Україні. — К.; Л., 1995
- Булавки с поселення у с. Пожарная Балка // Більське городище в контексті вивчення пам’яток раннього залізного віку Європи. — Полтава, 1996
- Детали конской узды с поселения Пожарная Балка // Донецкий археологический сборник. — Донецк, 2001. — Вып.9
- Об относительной хронологии наконечников стрел из Пожарной Балки // Донецкий археологический сборник. — Донецк, 2004. — Вып. 11.